# Retrophyllum piresii
Retrophyllum piresii — вид хвойних рослин родини Подокарпових.

## Таксономічні примітки
Вперше описаний у 1989 і не був зібраний з упевненістю з тих пір. Через відсутність матеріалу і його схожість з Retrophyllum rospigliosii (також з Південної Америки) як і раніше важко визначити його точний таксономічний статус.

## Поширення, екологія
Ендемік Бразилії, Рондонія. Нові записи для цього виду з Болівії і Перу досі не підтверджені. Росте на висоті 250 м в рівнинних тропічних болотних лісах.

## Загрози та охорона
Ніяких конкретних загроз виявлено не було для цього виду. Вид знаходиться в порт. Pacaás Novos National Park.